# Jean de Moosburg
Jean de Moosburg (mort le 25 avril 1409) est le trente-septième évêque de Ratisbonne et prince-évêque de la principauté épiscopale de Ratisbonne de 1384 à sa mort.

## Biographie
Johann von Moosburg est un fils illégitime du duc Étienne III de Bavière. En 1372, il est chanoine de Frisingue, puis en 1377, électeur de Frisingue avec le soutien de son père. En 1378, Moosburg ne parvient pas à devenir face à l'opposant Léopold de Sturmberg (de), soutenu par les Habsbourg. La même année, il est inscrit à l'université de Bologne.
En 1384, il est nommé administrateur de Ratisbonne. Après la mort de l'évêque Théodéric d'Abensberg, le chapitre de la cathédrale choisit un chanoine de Passau, Paulus Kölner, pour lui succéder. Ce dernier démissionne, alors le pape Urbain VI atteste Jean de Moosburg comme nouvel évêque de Ratisbonne.
Jean met l'évêché dans une autre crise financière. D'abord il a un train de vie luxueux qu'il finance grâce à des usuriers juifs.
La relation de travail est exposée à un possible arbitraire à la suite des incorporations. Les prêtres des villages en particulier souffrent de la collecte de fonds de l'évêque. D'une part, leurs bénéfices sont incorporés, d'autre part, ils doivent subir des charges fiscales supplémentaires. Le conseiller financier de l'évêque Pierre de Remagen prélève des frais annuels supplémentaires pour le renouvellement de l'autorité pastorale (cura animarum). Afin de poursuivre la construction de la cathédrale, il organise une collecte annuelle, munie de lettres d'indulgence papales, à effectuer dans les paroisses. La plupart des conflits nécessite la médiation de l'archevêque de Prague, Jean de Jenstein (jusqu'à sa démission en 1396). Comme le chanoine détourne une part considérable des impôts dans sa fortune privée, l'évêque le met en prison comme une sorte de bouc émissaire, alors que l'impunité était auparavant garantie ; Pierre de Remagen meurt en 1394.
L'évêque émet aussi des dettes et des gages. La ville de Ratisbonne, en particulier, en profite, obtenant des droits grâce à la mauvaise gestion de l'évêque alors que d'autres villes ont dû se battre avec acharnement. La ville achète Donaustauf et le village de Sulzbach, qui appartenaient auparavant aux ducs bavarois.